# Le Journal

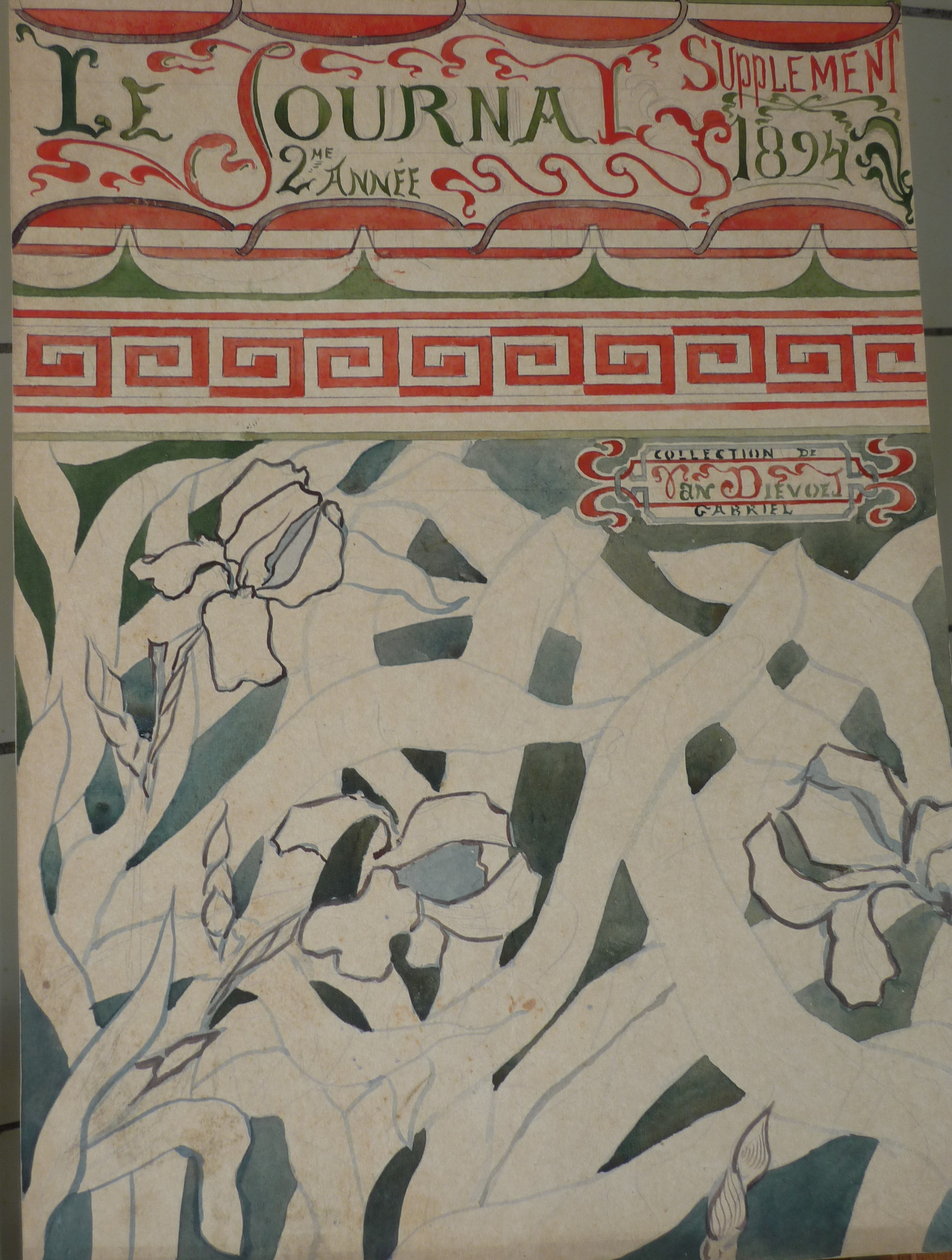
Le journal 1894, Gabriel van Dievoet

Le Journal war eine französische Tageszeitung, die zwischen 1892 und 1944 erschien. In seinen Anfangsjahren (bis 1911) war es eine literarische Zeitung mit republikanischer Tendenz. In der Vorkriegszeit war sie neben Le Petit Parisien, Le Matin und Le Petit Journal eine der vier größten französischen Tageszeitungen. Ihre nationalistische Ausrichtung wurde im Laufe der Jahre immer stärker, bis sie schließlich mit dem Ende des Vichy-Regimes im Jahr 1944 eingestellt wurde.

### Literaturzeitschrift (1892–1911)

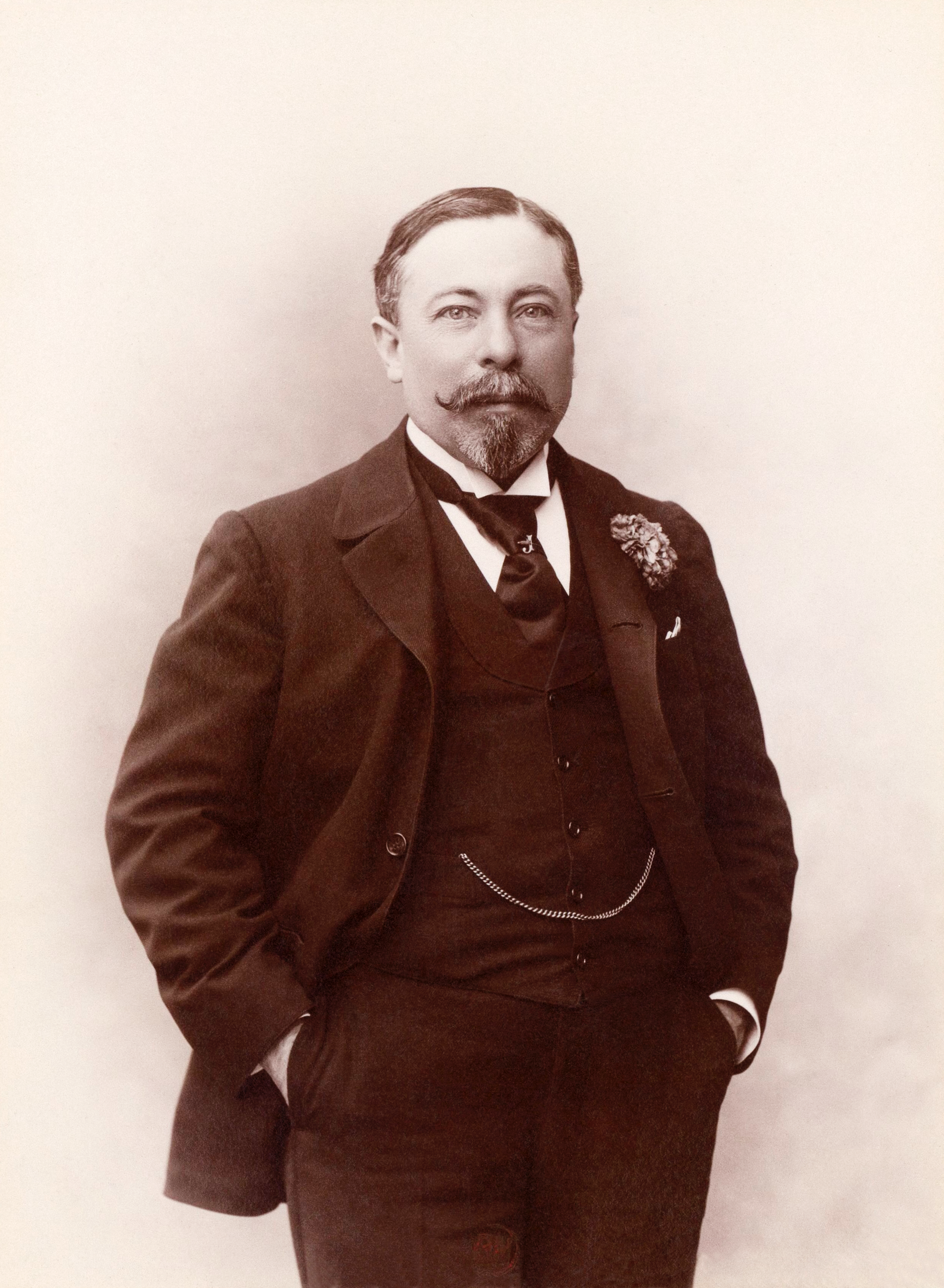
Fernand Xau (Nadar)

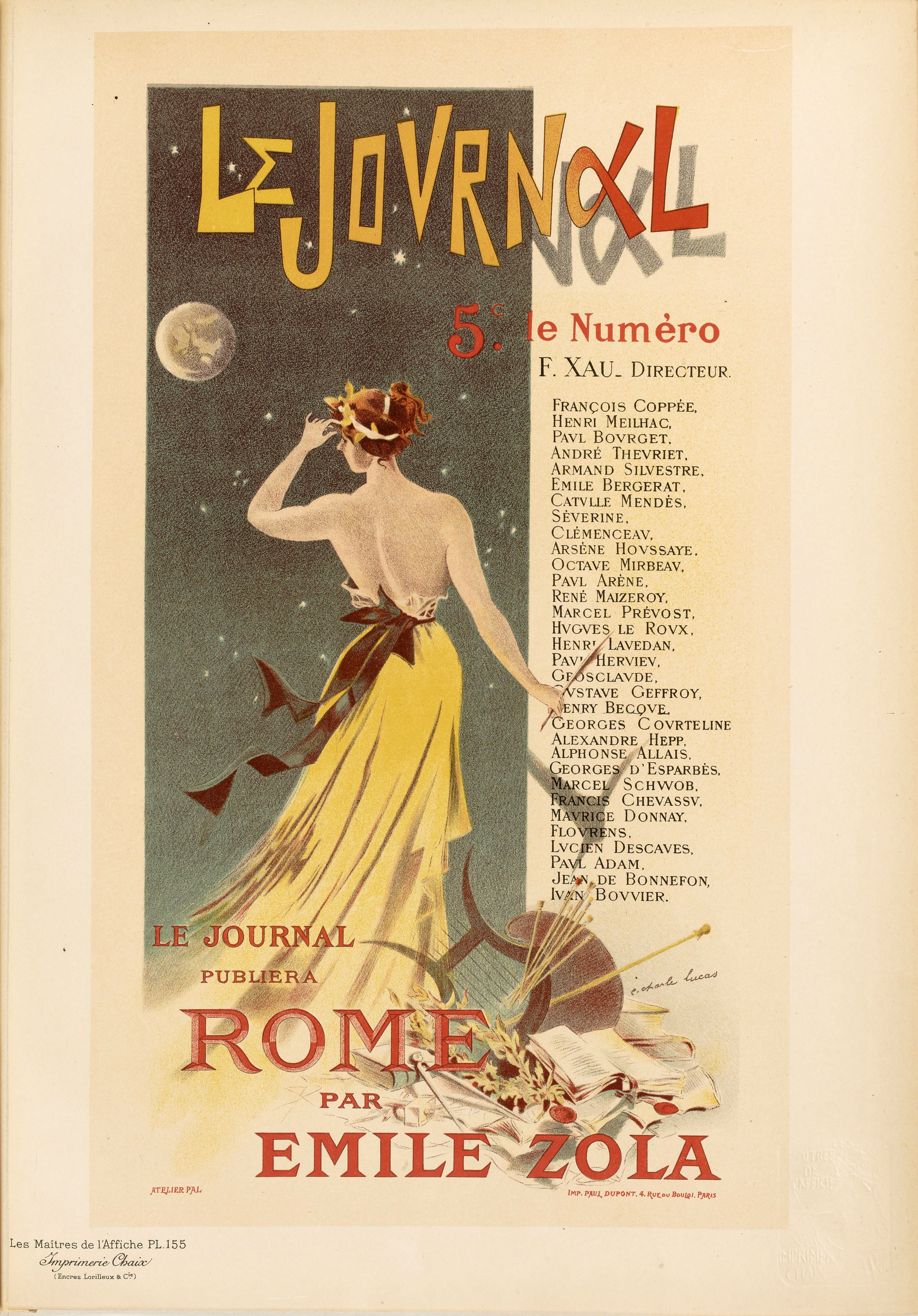
Plakat zu Émile Zola

### Auf dem Weg zum Faschismus (1925–1944)

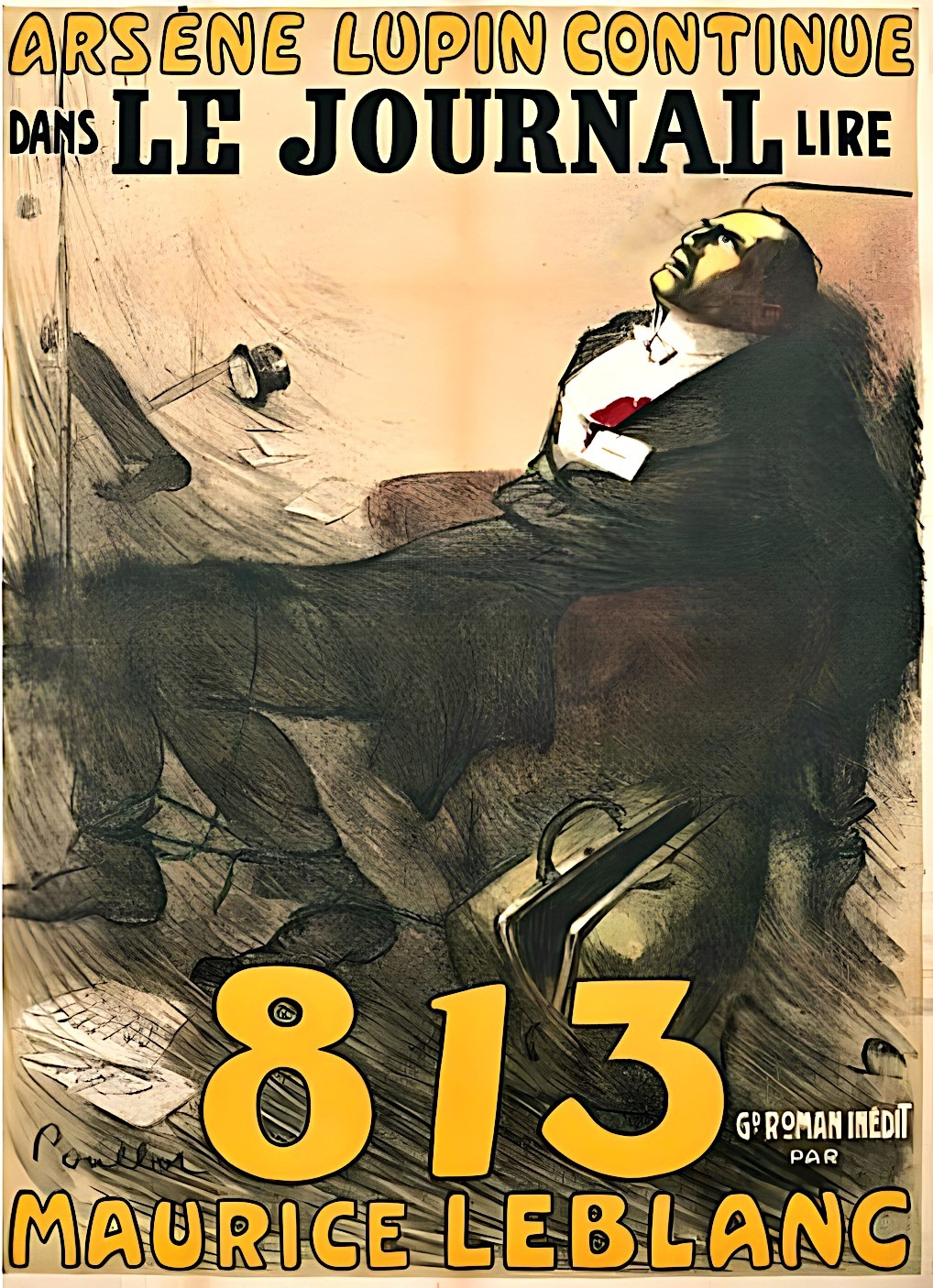
Plakat von Poulbot

## Mitarbeiter

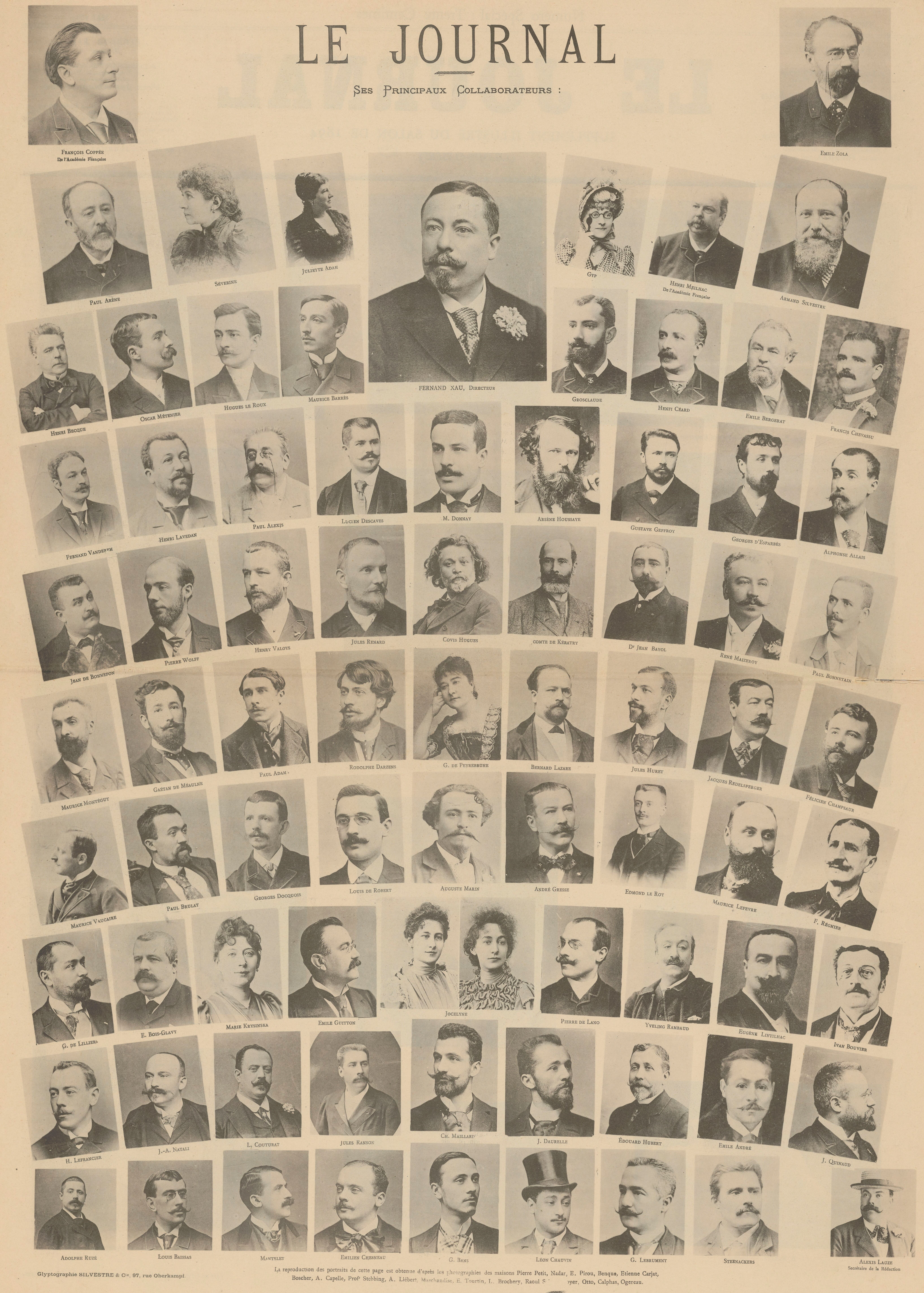
Mitarbeiter des Journal

## Geschichte